# Дунав-Криш-Мориш-Тиса
Дунав-Криш-Мориш-Тиса (ДКМТ), (мађ. Duna-Körös-Maros-Tisza, рум. Dunăre-Criş-Mureş-Tisa), је еврорегија која се налази у Србији, Мађарској и Румунији. Регија је добила назив по рекама: Дунав, Тиса, Мориш и Криш.
Регија је формирана 1997. године и заузима површину од 77.500 km².

## Територија
Регија се састоји из:
- Србија
  - Војводина
- Мађарска
  - Бач-Кишкун
  - Чонград
  - Бекеш
  - Јас-Нађкун-Солнок (до 2004)
- Румунија
  - Арад
  - Тимиш
  - Караш-Северин
  - Хунедоара

Напомена: Жупанија Јас-Нађкун-Солнок је 2004. године иступила из еурорегије.

## Градови
10 највећих градова су:
| Насеље   | Популација (попис 2002) | Популација (попис 2011) |
| -------- | ----------------------- | ----------------------- |
| Темишвар | 317,660                 | 319,279                 |
| Нови Сад | 216,583                 | 277,522                 |
| Сегедин  | 168,273                 | 168,048                 |
| Арад     | 172,827                 | 159,704                 |
| Кечкемет | 107,749                 | 111,411                 |
| Суботица | 99.981                  | 97.910                  |
| Зрењанин | 79.773                  | 76.511                  |
| Панчево  | 78,938                  | 76,203                  |
| Решица   | 84,026                  | 73,282                  |
| Солнок   | 77,654                  | 72,953                  |

## Галерија
- Нови Сад
- Суботица
- Зрењанин
- Темишвар
- Арад
- Сегедин